# Tataviam
Los Tataviam (Kitanemuk: gente en la ladera sur) era un grupo americano Nativo en el sur de California. Tradicionalmente ocuparon una área en el noroeste del presente Condado de Los Ángeles y el sur del Condado de Ventura, principalmente en la cuenca superior del Río de Santa Clara, la Sierra de Santa Susana, y la Sierra Pelona. Eran distintos de los Kitanemuk y Gabrielino-Tongva.
Los Tataviam eran llamados Alliklik por sus vecinos, los Chumash (Chumash: significando grunter o stammerer, probablemente porque hablaron una lengua diferente).

## Idioma
La poca evidencia al respecto de la lengua hablada por el Tataviam confundió inicialmente a estudiosos.  Finalmente se hizo claro que había dos fuentes diferentes para las listas de palabras.  Los vocabularios grabados por C. Hart Merriam eran de un dialecto Chumash, probablemente del grupo referidos como "Alliklik", mientras los vocabularios grabados por Alfred Kroeber y John P. Harrington eran Uto-Azteca, probablemente el grupo referidos como "Tataviam." Investigaciones han mostrado que la lengua Uto-Azteca, pertenecía a la rama Tákica de aquella familia, específicamente el ramo Serran junto con Kitanemuk y Serrano. El último hablante de Tataviam murió antes 1916.

## Población
Estimaciones para las poblaciones de grupos nativos de California antes del contacto europeo han variado. (Vea Población de California Nativa.) Alfred L. Kroeber (1925:883) estimó que la población combinada del año 1770 de los Serrano, Kitanemuk, y Tataviam era 3,500, y sus poblaciones en 1910 eran aproximadamente 150. Un estudio de registros genealógicos indica que personas descendientes de los Tataviam sobrevieron al vigésimo siglo, a pesar de que la mayoría había perdido su lengua tradicional. Los miembros de la tribu continuaron a casarse con miembros de otros grupos indígenas y con otras etnicidades.

## Forma de vida
Los Tataviam tenían asentamientos de verano y de invierno. Cosecharon Yucca whipplei y wa'at o bayas de enebro.

## Historia
El Valle de Santa Clarita es creído ser el centro del territorio Tataviam, al norte del área metropolitana de Los Ángeles. Eran notados como grupo lingüístico y cultural distinto en 1776, por Padre Francisco Garcés, y ha sido distinguido del Kitanemuk y el Fernandeño.
Los españoles primero encontraron a los Tataviam durante sus expediciones de 1769-1770.  Según Chester Rey y Thomas C. Blackburn (1978:536), "Para 1810, virtualmente todos los Tataviam habían sido bautizados en la Misión de San Fernando Rey de España." Como otro grupos indígenas,  padecieron índices altos de muerte por las enfermedades contagiosas que fueron introducidas por los españoles porque no tuvieron ninguna inmunidad (médica). Desde 2015, la gente Tataviam han estado intentando continuar y mantener un gobierno tribal. A pesar de que los Tataviam se habían acostumbrado ser referidos como los indios de la Misión de San Fernando, durante la época de los misioneros españoles, pero por el tiempo rotativo con el Gobierno mexicano han hecho muchos tratados de subvención de tierra dentro del territorio Tataviam. Siguiendo el comienzo de California como un estado, Los Asuntos Indios de los Estados habían decidido agrupar los Tataviam con otros pueblos indios en la misma región, el cual es ahora la Reservación India de Fort Tejon.

## Lectura más lejana
- Johnson, John R., and David D. Earle. 1990. "Tataviam Geography and Ethnohistory", Journal of California and Great Basin Anthropology 12:191-214.
- King, Chester, and Thomas C. Blackburn. 1978. "Tataviam," In California, edited by Robert F. Heizer, pp. 535–537. Handbook of North American Indians, William C. Sturtevant, general editor, vol. 8. Smithsonian Institution, Washington, D.C.
- Kroeber, A. L. 1925. Handbook of the Indians of California. Bureau of American Ethnology Bulletin N.º 78. Washington, D.C.